# Gottfried Albert Maria Bachem

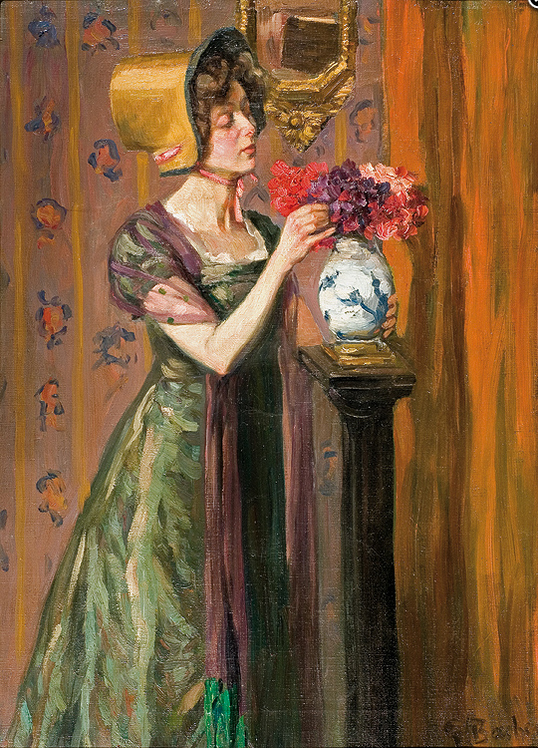
Gottfried Albert Maria Bachem – Junge Dame im Interieur mit einem Blumenstrauß (1900)

Gottfried Albert Maria Bachem (* 1866 in Bonn; † 1942) war ein deutscher Maler und Illustrator der Düsseldorfer Schule.

## Leben
Bachem studierte ab 1887 an der Kunstakademie Düsseldorf bei Heinrich Lauenstein, Hugo Crola, Peter Janssen dem Älteren, Adolf Schill, Eduard von Gebhardt, Julius Roeting und Carl Ernst Forberg. Seit dem 21. Oktober 1892 studierte er an der Königlichen Akademie der Künste in München bei Otto Seitz.
Danach ließ er sich in Leipzig nieder. Später lebte er ab etwa 1915 in Düsseldorf, wo er zuerst in Oberbilk und nach dem Ersten Weltkrieg bis Anfang der 1940er Jahre in Oberkassel, Wildenbruchstraße 50, wohnte. Dort gebar seine Ehefrau Hedwig 1916 die Tochter Renate Gabriele, die als Künstlerin unter dem Namen Bele Bachem bekannt wurde.
Bachem, der 1921 bis 1932 dem Künstlerverein Malkasten angehörte, malte Porträts, Genreszenen und Landschaften, auch illustrierte er Kinderbücher. Ab 1900 nahm er an zahlreichen Kunstausstellungen teil, darunter in Berlin.

## Werke (Auswahl)
- Alte Stadt, 1917; Öl auf Leinwand, 98 × 125,5 cm
- In der Stube, 1918; Öl auf Leinwand, 92 × 77 cm
- Mußestunde, Öl auf Leinwand, 76,5 × 66,5 cm
- Der Tod, als Ritter zu Pferd, Öl auf Leinwand, 65 × 104 cm
- Junge Näherin, Öl auf Leinwand, 78 × 60 cm

## Illustrierte Kinderbücher (Auswahl)
- Clementine Helm: Lillis Jugend. (1905) (2012 reprint Nabu-Press ISBN 1-273-06878-5)
- Friedrich J. Pajeken: Schicksals Walten. Drei Erzählungen aus dem Landleben. Mit Bildern von Gottfried Bachem. Volks- und Jugendschriften-Verlag des Neuen Preußischen Lehrervereins, Leipzig, Berlin, Wien 1912.
- Else von Steinkeller: Die Märchen der Tante Else. Märchen und lustige Kindergeschichten. Anton, Leipzig/Berlin 1913
- C. F. Stauffer: Der Flieger von Ypern. Eine Geschichte aus dem großen Weltkriege. Anton, Leipzig/Berlin 1915
- Ottomar Stühr: Wir halten durch! Eine Geschichte mit und um Hindenburg. Der deutschen Jugend erzählt. Mit Bildern von Gottfried Bachem. Georg Wigand, Leipzig, um 1915
- Johanna Weiskirch: Wenn die Osterglocken klingen! A. Jaser, Nürnberg 1926
- Klara Fritzsche: Wenn die Osterglocken klingen! Osterbilderbuch. A. Jaser, Nürnberg 1929
- Hedwig Courths-Mahler: Armes Schwälbchen. Eine Erzählung für junge Mädchen. Illustriert von Gottfried Bachem. A. Anton & Co., Leipzig (o. J.).